# Казалис, Анри
Анри Казалис (фр. Henri Cazalis; 1840—1909) — французский поэт. По профессии врач.
Поэт-декадент, ярко выраженный пессимист, представитель символизма и парнасской школы. Был дружен со Стефаном Малларме, сохранилась их переписка 1862—1871 гг., представляющая научный интерес. Кроме того, тесно взаимодействовал с рядом художников; Казалису приписывается изобретение названия для художественной группы «Наби». Ряд произведений Казалиса основан на мотивах индуистской мифологии («Превращения Шивы») и буддийской философии. На сюжет его стихотворения «Равенство, братство», в котором описывается пляска скелетов под стук каблуков Смерти, написана симфоническая поэма К. Сен-Санса «Пляска смерти» (1874), другие стихотворения Казалиса были положены на музыку Анри Дюпарком, Эрнестом Шоссоном, Рейнальдо Аном и другими французскими композиторами-современниками.

## Произведения
- Chants populaires de l’Italie (1865)
- Vita tristis, Reveries fantastiques, Romances sans musique (1865)
- Melancholia (1868)
- Le Livre du néant (1872)
- Henry Regnault, sa vie et son œuvre (1872)
- L’Illusion (1875—1893)
- Cantique des cantiques (1885)
- Les Quatrains d’Al-Gazali (1896)
- William Morris (1897).